# Kerry Condon
Pour les articles homonymes, voir Condon.
Kerry Condon, née le 9 janvier 1983 à Tipperary, en Irlande, est une actrice irlandaise.
Elle est connue pour avoir interprété le rôle d’Octavia dans la série Rome.

## Biographie
Kerry Condon naît le 9 janvier 1983, à Tipperary, en Irlande. Elle passe son enfance à Thurles dans la province du Munster.
Elle étudie à l’École d’art dramatique de Dublin.

## Carrière
Elle entame sa carrière au cinéma en 1999, au côté d’Emily Watson, dans Les Cendres d'Angela du réalisateur britannique Alan Parker et à la télévision dans Ballykissangel.
En 2005, elle joue dans Danny the Dog de Louis Leterrier. La même année, la série Rome la révèle au grand public dans le rôle d’Octavie.
En 2010, elle partage l'affiche du film Tolstoï, le dernier automne avec Christopher Plummer, Helen Mirren et James McAvoy.
Entre 2015 et 2022, elle tient un rôle récurrent dans Better Call Saul.
En 2022, elle retrouve Martin McDonagh après Three Billboards : Les Panneaux de la vengeance dans Les Banshees d'Inisherin avec Colin Farrell et Brendan Gleeson. Sa performance dans ce film lui vaut d'être nommée aux Golden Globe et à l'Oscar de la meilleure actrice dans un second rôle.

## Filmographie

### Cinéma
- 1999 : Les Cendres d'Angela (Angela's Ashes) d’Alan Parker : Theresa Carmondy
- 2000 : L'Étrange Histoire d'Hubert (Rat) de Steve Barron : Marietta Flynn
- 2001 : Mon cher ennemi (How Harry Became a Tree) de Goran Paskaljevic : Eileen
- 2003 : Ned Kelly de Gregor Jordan : Kate Kelly
- 2003 : Intermission de John Crowley : La serveuse du café
- 2005 : Danny the Dog (Unleashed) de Louis Leterrier : Victoria
- 2010 : Tolstoï, le dernier automne (The Last Station) de Michael Hoffman : Macha
- 2011 : This Must Be the Place de Paolo Sorrentino : Rachel
- 2011 : The Runway d'Ian Power : Grace Thomas
- 2013 : Dom Hemingway de Richard Shepard : Melody
- 2014 : Gold de Niall Heery : Alice
- 2015 : Avengers : L'Ère d'Ultron (Avengers : Age of Ultron) de Joss Whedon : F.R.I.D.A.Y. (voix)
- 2016 : Captain America: Civil War d'Anthony et Joe Russo : F.R.I.D.A.Y. (voix)
- 2017 : Three Billboards : Les Panneaux de la vengeance (Three Billboards Outside Ebbing, Missouri) de Martin McDonagh : Pamela
- 2017 : Spider-Man : Homecoming de Jon Watts : F.R.I.D.A.Y. (voix)
- 2017 : Human Affairs de Charlie Birns : Lucinda
- 2018 : Avengers: Infinity War d'Anthony et Joe Russo : F.R.I.D.A.Y (voix)
- 2018 : Bad Samaritan de Dean Devlin : Katie Hopgood
- 2019 : Avengers: Endgame d'Anthony et Joe Russo : F.R.I.D.A.Y (voix)
- 2022 : Les Banshees d'Inisherin (The Banshees of Inisherin) de Martin McDonagh : Siobhán Súilleabháin
- 2023 : In the Land of Saints and Sinners de Robert Lorenz : Doireann McCann
- 2024 : Night Swim de Bryce McGuire : Eve Waller
- 2025 : F1 de Joseph Kosinski : Kate McKenna

### Télévision

#### Séries télévisées
- 1999 : Ballykissangel : Mairead Reilly
- 2004 : Born and Bred : Niamh Copper
- 2005 - 2007 : Rome : Octavia
- 2010 : Cinq jours (Five Days) : Siobhan Doole
- 2011 - 2012 : Luck : Rosie
- 2013 : The Walking Dead  : Clara
- 2014 : Believe : Dr. Zoe Boyle
- 2015 - 2022 : Better Call Saul : Stacey Ehrmantraut
- 2017 : Gypsy : Melissa Saugraves
- 2019 : Ray Donovan : Molly Sullivan
- 2024 : Skeleton Crew : Fara

#### Téléfilms
- 2009 : Anatomy of Hope : Jenna
- 2015 : Brace for Impact : Sofia Gilchrist
- 2022 : Ray Donovan : The Movie de David Hollander : Molly Sullivan

## Distinctions

### Récompenses
- 2022 : Boston Online Film Critics Association Awards de la meilleure actrice dans un second rôle dans une comédie dramatique pour Les Banshees d'Inisherin (2022).
- 2022 : Boston Society of Film Critics Awards Awards de la meilleure actrice dans un second rôle dans une comédie dramatique pour Les Banshees d'Inisherin (2022).
- 2022 : Chicago Film Critics Association Awards de la meilleure actrice dans un second rôle dans une comédie dramatique pour Les Banshees d'Inisherin (2022).
- 2022 : Dallas-Fort Worth Film Critics Association Awards de la meilleure actrice dans un second rôle dans une comédie dramatique pour Les Banshees d'Inisherin (2022).
- 2022 : Greater Western New York Film Critics Association Awards de la meilleure actrice dans un second rôle dans une comédie dramatique pour Les Banshees d'Inisherin (2022).
- 2022 : Phoenix Film Critics Society Awards de la meilleure actrice dans un second rôle dans une comédie dramatique pour Les Banshees d'Inisherin (2022).
- 2022 : Southeastern Film Critics Association Awards de la meilleure actrice dans un second rôle dans une comédie dramatique pour Les Banshees d'Inisherin (2022).
- 2022 : St. Louis Film Critics Association Awards de la meilleure actrice dans un second rôle dans une comédie dramatique pour Les Banshees d'Inisherin (2022).
- 2022 : Washington DC Area Film Critics Association Awards de la meilleure actrice dans un second rôle dans une comédie dramatique pour Les Banshees d'Inisherin (2022).
- 2023 : EDA Awards de la meilleure actrice dans un second rôle dans une comédie dramatique pour Les Banshees d'Inisherin (2022).
- 2023 : Austin Film Critics Association Awards de la meilleure actrice dans un second rôle dans une comédie dramatique pour Les Banshees d'Inisherin (2022).
- AACTA International Awards 2023 : Meilleure actrice dans un second rôle dans une comédie dramatique pour Les Banshees d'Inisherin (2022).
- 76e cérémonie des British Academy Film Awards 2023 : Meilleure actrice dans un second rôle dans une comédie dramatique pour Les Banshees d'Inisherin (2022).
- Chlotrudis Awards 2023 : Meilleure actrice dans un second rôle dans une comédie dramatique pour Les Banshees d'Inisherin (2022).
- 2023 : Hawaii Film Critics Society Awards de la meilleure actrice dans un second rôle dans une comédie dramatique pour Les Banshees d'Inisherin (2022).
- 2023 : International Online Cinema Awards de la meilleure actrice dans un second rôle dans une comédie dramatique pour Les Banshees d'Inisherin (2022).
- 2023 : London Critics Circle Film Awards de l'actrice de l'année dans un second rôle dans une comédie dramatique pour Les Banshees d'Inisherin (2022).
- 2023 : National Society of Film Critics Awards de la meilleure actrice dans un second rôle dans une comédie dramatique pour Les Banshees d'Inisherin (2022).
- 2023 : Online Film Critics Society Awards de la meilleure actrice dans un second rôle dans une comédie dramatique pour Les Banshees d'Inisherin (2022).
- 2023 : San Diego Film Critics Society Awards de la meilleure actrice dans un second rôle dans une comédie dramatique pour Les Banshees d'Inisherin (2022).
- 2023 : San Francisco Bay Area Film Critics Circle Awards de la meilleure actrice dans un second rôle dans une comédie dramatique pour Les Banshees d'Inisherin (2022).
- Festival international du film de Santa Barbara 2023 : Lauréate du Prix Virtuoso dans une comédie dramatique pour Les Banshees d'Inisherin (2022).
- 2023 : Seattle Film Critics Society Awards de la meilleure actrice dans un second rôle dans une comédie dramatique pour Les Banshees d'Inisherin (2022).

### Nominations
- 2023 : UK Film Critics Association Awards de l'actrice de l'année dans un second rôle dans une comédie dramatique pour Les Banshees d'Inisherin (2022).
- 2023 : Utah Film Critics Association Awards de la meilleure actrice dans un second rôle dans une comédie dramatique pour Les Banshees d'Inisherin (2022).
- 80e cérémonie des Golden Globes 2023 : meilleure actrice dans un second rôle dans une comédie dramatique pour Les Banshees d'Inisherin (2022).
- 95e cérémonie des Oscars 2023 : meilleure actrice dans un second rôle dans une comédie dramatique pour Les Banshees d'Inisherin (2022).
- 27e cérémonie des Satellite Awards 2023 : Meilleure actrice dans un second rôle dans une comédie dramatique pour Les Banshees d'Inisherin (2022).
- 29e cérémonie des Screen Actors Guild Awards 2023 : Meilleure actrice dans un second rôle dans une comédie dramatique pour Les Banshees d'Inisherin (2022).
- 29e cérémonie des Screen Actors Guild Awards 2023 : Meilleure distribution dans une comédie dramatique pour Les Banshees d'Inisherin (2022) partagé avec Colin Farrell, Brendan Gleeson et Barry Keoghan.
- 2023 : Vancouver Film Critics Circle Awards de la meilleure actrice dans un second rôle dans une comédie dramatique pour Les Banshees d'Inisherin (2022).

## Voix francophones
En version française, Kerry Condon est doublée à trois reprises par Edwige Lemoine dans Danny the Dog, This Must Be the Place et The Walking Dead, ainsi qu'à deux reprises par Laura Préjean dans Rome et Better Call Saul.
Doublée par de nombreuses comédiennes, Anne Dolan est la voix la plus régulière de Kerry Condon depuis les années 2010, lui prêtant sa voix dans l'univers cinématographique Marvel ainsi que dans Night Swim.
À titre exceptionnel, elle est également doublée par Céline Mauge dans Mon cher ennemi, Armelle Gallaud dans Believe, Marie Diot dans Brace for Impact (en), Laetitia Coryn dans Three Billboards : Les Panneaux de la vengeance, Véronique Picciotto dans Dreamland, Marion Valantine dans Ray Donovan, Léovanie Raud dans Les Banshees d'Inisherin, Valérie Muzzi dans Saints and Sinners, Laura Blanc dans Skeleton Crew et Olivia Luccioni dans F1.